# Plokiophilidae
Famille
Les Plokiophilidae sont une famille d'insectes hémiptères hétéroptères (punaises). Elle comprend une quinzaine d'espèces qui ont la particularité de vivre majoritairement dans des toiles d'araignées ou d'Embioptères.

## Répartition et habitat
On rencontre les espèces de cette famille dans les différentes zones tropicales de la planète : zone néotropicale, y compris Caraïbes (Cuba), Afrique tropicale, y compris Madagascar, Asie du Sud-Est, y compris Philippines et Chine tropicale, Australie et Fidji.
La plupart se rencontrent sur des toiles d'araignées soit Mygalomorphes, soit Aranéomorphes, ou encore d'Embioptères.
Toutefois, une espèce de l'Est de Madagascar a été trouvée sans lien avec ces arthropodes.

## Description
Petites punaises ressemblant à des Anthocoridae, à antennes de quatre articles, visibles, à yeux composés et ocelles présentes sur le vertex. La tête montre un espace de longueur variable en arrière des yeux, comme un cou. Les hémélytres montrent une fracture costale et un cunéus. L'exocorie et/ou le cunéus ont des glandes coriales. La membrane présente une nervation variable ou absente. Le pronotum est normalement développé, et ne laisse visible que le scutellum. Les tarses comptent deux articles, à l'exception des genres Lipokophila, Heissophila, Monteithophila et †Pavlostysia chez qui ils en comptent trois. Les griffes sont asymétriques. Ces punaises mesurent 1 à 3 mm,,.

## Biologie
Ces punaises se sont adaptées à vivre sur les toiles d'araignées et d'Embioptères, comme les Arachnocoris (Nabidae), certains Emesinae (Reduviidae), et les Ranzovius (Phylinae, Miridae).
Lipokophila eberhardi Schuh a été trouvée sur des toiles de Tengella radiata (Zoropsidae), Plokiophiloides bannaensis sur des toiles d’Hippasa sp (Lycosidae), Heissophila macrotheleae sur des toiles de Macrothele (Hexathelidae, Mygalomorphae) et Plokiophiloides sur celles de d’Agelena (Agelenidae, Araneomorphae) et Ischnothele (Ischnothelidae, Mygalomorphae).
Elles se nourrissent des proies prises dans la toile et trop petites pour intéresser l'araignée, de proies tuées par l'araignée puis dédaignées, mais peuvent aussi tenter de sucer des proies jusque dans les chélicères de l'araignée, ou encore attaquer elles-mêmes des proies prises dans la toile. Elles s'en prennent parfois aux œufs des araignées.
La seule exception concerne Neoplokioides raunoi qui n'a pas été trouvé associé à de telles toiles.
D'autre part, la majorité des Plokiophilidae pratiquent la copulation traumatique, à l'exception des deux genres de la sous-famille des Heissophilinae. Selon Schuh et al., cela signifie que l'insémination traumatique a pu évoluer plusieurs fois au sein des Cimicoidea, ou s'est perdue dans ces genres et chez Curalium.

## Systématique
La première punaise de cette famille a été découvert à Cuba et décrite en 1929 par William Edward China (d) et J. G. Myers, et été nommée Arachnophila (« qui aime les araignées »), nom ensuite abandonné pour des raisons de règles taxonomiques, et remplacé par Plokiophila. W.E. China, après la découverte d'une autre espèce, établit une sous-famille au sein des Microphysidae,. Les Plokiophilidae ont été élevés au rang de famille par Carayon en 1961.
Cette famille fait partie des Cimicimorpha, et de la super-famille des Cimicoidea, bien que Carpintero émette des doutes en lien avec ses caractéristiques particulière et sa biologie, et serait enclin à la rapprocher des Nabidae Arachnocorini. Elle est considérée comme monophylétique.
Elle comprend à ce jour une vingtaine d'espèces réparties en huit genres et deux sous-familles, dont la définition a varié : chez Carayon (1961), les Embiophilinae, aux fémurs antérieurs à fortes épines et qui vivent dans les toiles d'Embioptères, et les Plokiophilinae, sans épines aux fémurs, et vivant sur des toiles d'araignées ; en 2015, Schuh et al. se basent sur les organes génitaux des mâles et les structures copulatoires des femelles, et définissent les Heissophilinae, dont les organes génitaux excluent la copulation traumatique, et les Plokiophilinae, avec copulation traumatique, et au sein desquels les Embiophilinae sont ramenés au rang de sous-tribu.
Une espèce fossile, trouvée dans de l'ambre de la Baltique du Priabonien (Éocène, −38 à −34 Ma), a pu être attribuée avec certitude à cette famille, et pu, par la forme de son pygophore, être attribuée à la sous-famille des Heissophilinae,,.

### Étymologie
Le nom Plokiophilidae est formé à partir de plokio-, du grec ancien πλοκή, plokê, « toile, tissu », et phil-, « qui aime », donc « qui aime les toiles ». La plupart des genres sont construits avec le suffixe -phila, afin d'en faire une série.

### Liste des sous-familles, tribus et genres
Selon BioLib (21 avril 2022) corrigé à partir de Schuh, Štys & Cassis (2015) et Štys and Baňař (2016) :
- sous-famille Heissophilinae
  - genre Heissophila Schuh, 2006, une espèce de Thaïlande et d'Indonésie
  - genre Monteithophila Schuh, Štys & Cassis, 2015, deux espèces, l'une d'Australie, l'autre des Fidji
  - genre †Pavlostysia Popov, 2008, de l'ambre de la Baltique
- sous-famille Plokiophilinae China, 1953
  - tribu Lipokophilini Schuh, Štys & Cassis, 2015
    - genre Lipokophila Štys, 1967, cinq espèces d'Amérique centrale et du Sud

  - tribu Plokiophilini China
    - sous-tribu Plokiophilina China
      - genre Neoplokioides Štys and Baňař 2016, trois espèces afrotropicales, dont une de Madagascar
      - genre Plokiophila China, 1953, une espèce de Cuba
      - genre Plokiophiloides Carayon, 1974, quatre espèces afrotropicales, dont une de Madagascar, une espèce de Chine tropicale

    - sous-tribu Embiophilina Carayon 1961
      - genre Embiophila China, 1953, deux espèces néotropicales (sous-genre nominal), une espèce africaine (sous-genre Acladina Carayon 1974)
      - genre Paraplokiophiloides Schuh, Štys & Cassis, 2015, une espèce de Thaïlande